# Brigadeiro

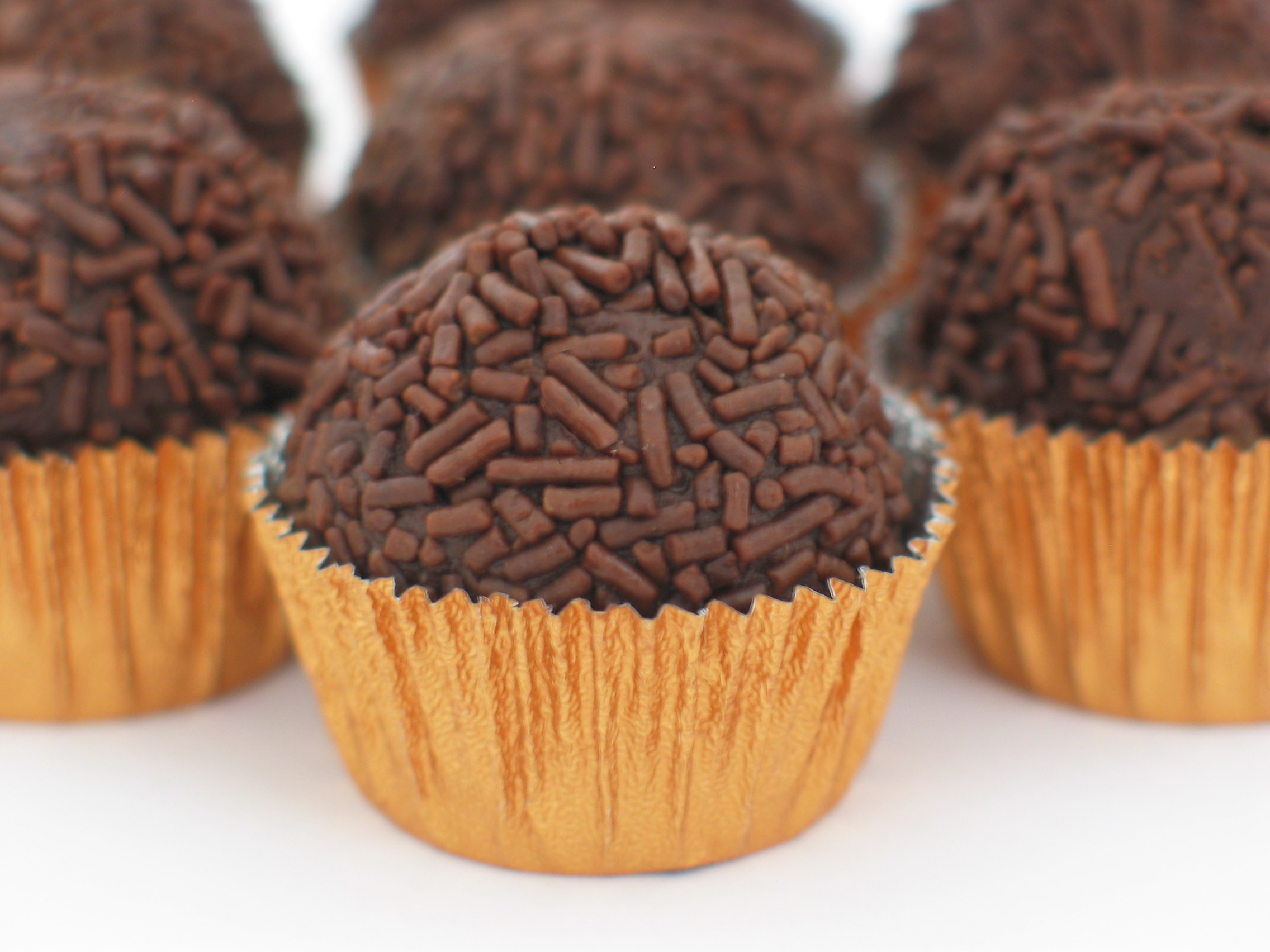

Brigadeiro is een Braziliaanse lekkernij die wordt gemaakt van cacaopoeder, gecondenseerde melk en boter. Brigadeiro wordt evenals beijinhos en cajuzinho gegeten op verjaardagsfeesten.

## Geschiedenis
Brigadeiro is ontstaan in de jaren 40 en genoemd naar Brigadeiro Eduardo Gomes. Eduardo Gomes was een Braziliaanse luchtmachtbrigadier (vandaar 'brigadeiro'), die bekend werd door zijn aandeel in een communistische partij in Rio de Janeiro. Later, in 1946 en 1950, deed hij vergeefse pogingen het presidentschap te bemachtigen gedurende een korte periode van democratie in Brazilië. Dit was een periode van tekorten aan traditionele importproducten, zoals noten en Europees fruit, vanwege de nasleep van de oorlog. In diezelfde periode introduceerde Nestlé echter wel het chocoladepoeder in Brazilië.
Hoewel Brazilië een van de grootste producenten van cacaobonen is denkt men dat het succes van brigadeiro te danken is aan een samenloop van omstandigheden: dat Nestlé het chocoladepoeder introduceerde, de bedenkers het snoepje noemden naar de bekende politicus, het zoeken naar een vervanger voor de lekkernijen die niet meer ingevoerd konden worden en de gemakkelijke bereidingswijze.
Een ander verhaal wil dat de brigadeiro vernoemd werd naar Eduardo Gomes, omdat hij een van zijn testikels verloor in een gewapend conflict in de stad; brigadeiro heeft als een van de weinige lekkernijen geen eieren in het recept, en in het Portugees is ei een plat woord voor testikel.